# Uchūjin Mūmū
Uchūjin Mūmū (宇宙人ムームー?) es una serie de manga japonesa escrita e ilustrada por Hiroki Miyashita. Se publicó originalmente como un one-shot publicado en la revista Young King OURs de Shōnen Gahōsha en abril de 2019. Más tarde comenzó a serializarse en la misma revista en junio de ese mismo año. Una adaptación de la serie de televisión de anime producida por OLM se estrenó en abril de 2025.

## Personajes
Sakurako Umeyashiki (梅屋敷桜子 Umeyashiki Sakurako?)
 Seiyū: Momo Harumi
Mūmū (ムームー?)
 Seiyū: Etsuko Kozakura
Decimal (デシマル Deshimaru?)
 Seiyū: Yasuyuki Kase
Akihiro Tsurumi (鶴見アキヒロ Tsurumi Akihiro?)
 Seiyū: Gakuto Kajiwara
Miwa Samezu (鮫洲美輪 Samezu Miwa?)
 Seiyū: Yuriko Hibi
Wataru Tenkubashi (天空橋わたる Tenkubashi Wataru?)
 Seiyū: Hidenobu Kiuchi
Tamotsu Rokugō (六郷保 Rokugō Tamotsu?)
 Seiyū: Kentarō Kumagai
Sonoko Kagetsu (花月園子 Kagetsu Sonoko?)
 Seiyū: Yukiyo Fujii
Siberia (シベリア Shiberia?)
 Seiyū: Karin Takahashi
Junichirō Anamori (穴守順一郎 Anamori Junichirō?)
 Seiyū: Katsuyuki Konishi

## Contenido de la obra

### Manga
Uchūjin Mūmū está escrita e ilustrada por Hiroki Miyashita y se publicó originalmente como un one-shot en la revista Young King OURs de Shōnen Gahōsha el 30 de abril de 2019. Comenzó a serializarse en la misma revista dos meses después, el 28 de junio. Sus capítulos se han recopilado en siete volúmenes tankōbon a partir de mayo de 2024.
| Volúmenes de manga publicados | Volúmenes de manga publicados | Volúmenes de manga publicados |
| Número                        | Fecha de lanzamiento          | ISBN                          |
| ----------------------------- | ----------------------------- | ----------------------------- |
| 1                             | 30 de abril de 2020           | ISBN 978-4-7859-6662-1        |
| 2                             | 29 de enero de 2021           | ISBN 978-4-7859-6847-2        |
| 3                             | 29 de julio de 2021           | ISBN 978-4-7859-6967-7        |
| 4                             | 30 de mayo de 2022            | ISBN 978-4-7859-7145-8        |
| 5                             | 28 de febrero de 2023         | ISBN 978-4-7859-7335-3        |
| 6                             | 30 de octubre de 2023         | ISBN 978-4-7859-7523-4        |
| 7                             | 30 de mayo de 2024            | ISBN 978-4-7859-7674-3        |

### Anime
Pony Canyon anunció una adaptación televisiva en formato de anime el 28 de noviembre de 2024. La serie será producida por OLM y dirigida por Tomoya Takahashi, con Keiichirō Ōchi a cargo de la composición de la serie, Kenji Ōta diseñando los personajes y Kuricorder Quartet componiendo la música. La serie se estrenó el 10 de abril de 2025 en Tokyo MX y otras cadenas. El tema de apertura es "Fushigi na Kimi" interpretado por Sabasister, mientras que el tema de cierre es "Sayonara Jinrui" (una versión de la canción del mismo nombre de Tama) interpretada por Momo Harumi y Etsuko Kozakura como sus personajes principales. Tropics Entertainment obtuvo la licencia de la serie en el Sudeste Asiático.